# Лукьяненко, Лариса Геннадьевна
Лари́са Генна́дьевна Лукья́ненко (7 августа 1973, Красноярск, РСФСР, СССР) — белорусская спортсменка, представляла художественную гимнастику в индивидуальных упражнениях. Пятикратная чемпионка мира, шестикратная чемпионка Европы, участница Олимпиады-1996 в Атланте. Заслуженный мастер спорта Республики Беларусь (1994), заслуженный тренер Республики Беларусь (2016).

## Биография
Лариса начала заниматься художественной гимнастикой в 1980 году в возрасте 7 лет и тренировалась у Галины Крыленко в клубе «Динамо» (Минск). Она участвовала в Олимпийских Играх 1996 года в Атланте и заняла седьмое место в финале.
В настоящее время она тренер и судья в Гимнастической Федерации Беларуси. Также она тренирует восходящую звезду — Валерию Курильскую.